# Градизьк
Гради́зьк (до 1789 року Городище) — селище в Україні, центр Градизької селищної громади Кременчуцького району Полтавської області. Населення становить                  6 163 (на 2020 рік) 

## Географічне розташування
Селище міського типу Градизьк розташований на північно-східному узбережжі Кременчуцького водосховища (Дніпро), на схилі гори Пивиха. На відстані до 2-х км розташовані села Ганнівка, Лізки та Максимівка. Селище розрізане великим лиманом на дві нерівні частини.
За 18 км від селища знаходиться залізнична станція, через селище проходить автомобільна дорога Н08.

## Історія

Микола Реріх, Прокіп Праведний за невідомих плавців молиться, 1914

### Заснування, Пивський (Пивогірський) монастир
У 16—17 ст. неподалік від цього міста (у Максимівці) згадується важлива переправа через річку Дніпро. Але для розбудови нового поселення головне значення мав Пивогірський (Пивський, Пивогородиський) монастир (філія Київського Микільського Пустинного монастиря) — близько 1629 р. його заклали на горі Пивиха. Біля нього та для його потреб і виникло Городище (чи існувало вже до того поселення Пива-Пиви, чи це варіант уживання топоніму Пивиха — неясно). Перша достеменна згадка поселення Городище припадає на 30 червня 1639 року (привілей Станіславу Потоцькому на Максимівку й Городище). З початком Козацької революції 1648 року монастир цілком відновив зверхність над Городищем та іншими своїми маєтностями (привілей Богдана Хмельницького з 1650 року).
Серед відомих (міфічних?) релігійних діячів Пивогірського монастиря — Прокіп Праведний, персонаж картин художника Миколи Реріха.
Козацька адміністрація спочатку зосередилася в Максимівці, де за реєстром 1649 року містився сотенний центр Чигиринського полку. Але за часів Руїни Максимівка, як надто відкрита для набігів з іншого берега Дніпра, підупадає і центр козацької сотні переходить до Городища (перша згадка Городиської сотні — 1686 рік).
8 жовтня 1667 року, у Гадячі Іван Брюховецький на прохання ігумена Києво-Пустинно-Микільського та Півського монастирів Олексія Тура дозволяє реставрувати знищений татарами Півський монастир і оселити на його землях слободи. 16 грудня 1673 року гетьман Петро Дорошенко з Чигирина передає дозвіл підданим Півського монастиря рубати ліс в Чигиринській сотні. У 1676 році Петро Дорошенко під стінами Пивського монастиря склав булаву перед Г.Ромодановським і І.Самойловичем.
Із занепадом Чигирина, після 1678 року, Городиська сотня підпорядковується Миргородському полку. У січні 1679 підтриманий Османською імперією Юрій Хмельницький з турецьким загоном і татарською ордою вдерся на Лівобережжя й захопив Городище.
16 червня 1693 р. гетьман Іван Мазепа у зв'язку з об'єднанням Півського монастиря з Києво-Пустинно-Микільським монастирем підтверджує право останнього на володіння містечком Городище Миргородського полку.
1711—1713 років Городиська земля прийняла чимало зігнанців з Правобережжя під час Згону населення 1711—1712 рр., відтак навколо Городища з'являється чимало нових сіл. 1739 під Городище спрямували набіг татари, але були розбиті компанійським полковником Карпом Часником (небожем С.Палія).

### Російська імперія
1789 року, у зв'язку із катастрофічною повінню у Кременчуці, до Городища ненадовго перевели повітовий центр. Місто тоді перейшло під юрисдикцію Новоросії (з Київського до Катеринославського намісництва) та отримало «підправлену» назву — Градизьк (російською — Градижск).
Наприкінці XIX століття селище мало 8911 жителів, земську лікарню, училище, 17 малих промислових та ремісничих майстерень, і вважалось «заштатним» містечком й одночасно центром Градизької волості в Кременчуцькому повіті Полтавської губернії.

### Радянський період
1923 року стало адміністративним центром однойменного району.

## Репресовані радянською окупаційною владою земляки
1. Голобородько Макар Абрамович [Архівовано 2 березня 2021 у Wayback Machine.] — 1895 року народження, місце народження: Полтавська обл. смт Градизьк Глобинського р-ну, національність: українець, соціальне походження: із міщан, освіта середня, Останнє місце проживання: Полтавська обл. с. Потоки Кременчуцького р-ну, Останнє місце роботи: учитель географії, Заарештований 22 березня 1937 р., Засуджений Особливою трійкою при УНКВС Харківської обл. 17 вересня 1937 р. за ст. 54-10 ч. 1 КК УРСР до розстрілу з конфіскацією майна., Вирок виконано 18 жовтня 1937 р. в м. Кременчук.
2. Головко Анатолій Антонович [Архівовано 2 березня 2021 у Wayback Machine.] — 1925 року народження, місце народження: Полтавська обл. смт Градизьк Глобинського р-ну, національність: українець, соціальне походження: із селян, Останнє місце роботи: червоноармієць, Заарештований 19 квітня 1948 р., Засуджений Військовим трибуналом Одеського ВО 4 березня 1949 р. за ст. 54-10 ч. 1 КК УРСР до 10 років позбавлення волі з поразкою в правах на 5 років.
3. Головко Іван Іванович [Архівовано 2 березня 2021 у Wayback Machine.] — 1898 року народження, місце народження: Полтавська обл. смт Градизьк Глобинського р-ну, національність: українець, соціальне походження: із селян, Останнє місце роботи: Директор школи, Заарештований 22 жовтня 1937 р., Засуджений Особливою трійкою при УНКВС Полтавської обл. 30 листопада 1937 р. за ст. 54-10 КК УРСР до 8 років позбавлення волі.
4. Головко Тимофій Олександрович [Архівовано 2 березня 2021 у Wayback Machine.] — 1897 року народження, місце народження: Полтавська обл. смт Градизьк Глобинського р-ну, національність: українець, соціальне походження: із селян, Останнє місце роботи: вчитель СШ, останнє місце проживання: Полтавська обл. с. Липове Глобинського р-ну, освіта вища, Заарештований 18 березня 1938 р., Засуджений Особливою трійкою при УНКВС Полтавської обл. 27 березня 1938 р. за ст. ст. 54-10, 54-11 КК УРСР до розстрілу.
5. Гордаш Данило Васильович [Архівовано 2 березня 2021 у Wayback Machine.] — 1906 року народження, місце народження: Полтавська обл. смт Градизьк Глобинського р-ну, національність: українець, соціальне походження: із селян, Останнє місце роботи: Селянин-одноосібник, Заарештований 22 квітня 1931 р., Засуджений Особливою нарадою при Колегії ДПУ УСРР 22 жовтня 1931 р. за ст. 54-10 КК УСРР до 3 років позбавлення волі.
6. Головко Федір Никанорович [Архівовано 2 березня 2021 у Wayback Machine.] — 1882 року народження, місце народження: Полтавська обл. смт Градизьк Глобинського р-ну, національність: українець, соціальне походження: із селян, Останнє місце роботи: Селянин-одноосібник, Заарештований 25 вересня 1929 р., Засуджений Особливою нарадою при Колегії ОДПУ 15 грудня 1929 р. за ст. 58-10 КК РРФСР до 3 років позбавлення волі.
7. Головко Юхим Васильович [Архівовано 2 березня 2021 у Wayback Machine.] — 1896 року народження, місце народження: Полтавська обл. смт Градизьк Глобинського р-ну, національність: українець, соціальне походження: із селян, Останнє місце роботи: Учитель, Заарештований 2 березня 1938 р., Засуджений Особливою трійкою при УНКВС Полтавської обл. 11 квітня 1938 р. за ст. ст. 54-10 ч. 1, 54-11 КК УРСР до розстрілу з конфіскацією майна., Вирок виконано 23 липня 1938 р.
8. Гук Пилип Данилович [Архівовано 2 березня 2021 у Wayback Machine.] — 1891 року народження, місце народження: Полтавська обл. смт Градизьк Глобинського р-ну, національність: українець, соціальне походження: із селян, освіта: освіта вища Останнє місце роботи: Вчитель, Заарештований 16 вересня 1929 р., Засуджений Особливою нарадою при Колегії ДПУ УСРР 6 березня 1930 р. за ст. ст. 54-10, 54-13 КК УСРР до 3 років заслання у Казахстан.
9. Гук Михайло Данилович [Архівовано 2 березня 2021 у Wayback Machine.] — 1879 року народження, місце народження: Полтавська обл. смт Градизьк Глобинського р-ну, національність: українець, соціальне походження: із селян, освіта: освіта початкова, Останнє місце роботи: Працівник рибоколгоспу, Заарештований 4 листопада 1937 р., Засуджений Особливою трійкою при УНКВС Полтавської обл. 23 листопада 1937 р. (стаття КК не вказана) до 10 років позбавлення волі.
10. Дмитренко Антон Михайлович [Архівовано 2 березня 2021 у Wayback Machine.] — 1878 року народження, місце народження: Полтавська обл. смт Градизьк Глобинського р-ну, національність: українець, соціальне походження: із селян, освіта: освіта початкова, Останнє місце роботи: Колгоспник, Заарештований 5 травня 1938 р., Засуджений Особливою трійкою при УНКВС Полтавської обл. 9 травня 1938 р. за ст. 54-10 ч. 1 КК УРСР до розстрілу з конфіскацією майна., Вирок виконано 4 червня 1938 р.
11. Дроздов Василь Васильович [Архівовано 2 березня 2021 у Wayback Machine.] — 1891 року народження, місце народження: Полтавська обл. смт Градизьк Глобинського р-ну, національність: українець, соціальне походження: із селян, освіта: освіта початкова, останнє місце роботи: продавець магазину, Заарештований 2 листопада 1937 р., Засуджений Особливою нарадою при НКВС СРСР 27 грудня 1937 р. за ст. ст. 54-4, 54-6, 54-11 КК УРСР до розстрілу., Вирок виконано 9 січня 1938 р.
Всі архівні кримінальні справи на репресованих (розкуркулених) зберігаються в архіві Територіального управління Служби Безпеки України в Полтавській області, задля отримання доступу до архівної кримінальної справи достатньо звернутися до територіального УСБУ шляхом надіслання електронної заяви на електронну адресу УСБУ в Полтавській області, доступ до архівних кримінальних справ громадянам України гарантовано на підставі ст. 5 Закону України « Про доступ до архівів репресивних органів комуністичного тоталітарного режиму 1917—1991 років» від 21.05.2015 року.

### Голодомор
У Національній книзі пам'яті жертв Голодомору 1932—1933 років в Україні вказано, що 75 жителів селища загинули від голоду.

### Друга світова
За часів нацистської окупації входило до складу Кременчуцького гебіта. Радянські війська зайняли селище 27 вересня 1943 року.

## Населення
Графік зміни чисельності населення Градизька починаючи з 1897 року

### Мова
Розподіл населення за рідною мовою за даними перепису 2001 року:
| Мова            | Кількість | Відсоток |
| --------------- | --------- | -------- |
| українська      | 7620      | 95.23%   |
| російська       | 320       | 4.00%    |
| вірменська      | 38        | 0.48%    |
| ромська         | 16        | 0.20%    |
| румунська       | 4         | 0.05%    |
| білоруська      | 1         | 0.01%    |
| інші/не вказали | 3         | 0.03%    |
| Усього          | 8002      | 100%     |

За даними перепису 2001 року 95,23 % населення селища вказали українську мову рідною, 4,00 % — російську, 0,77 % — інші мови.

## Відомі уродженці
- Безверхий Іван Іванович — заслужений будівельник України.
- Безверхий Леонід Іванович (1928—2018) — український радянський діяч, директор Чернігівського заводу радіоприладів у 1967—1990 роках.
- Білаш Олександр Іванович (1931—2003) — український композитор, автор опер, романсів, пісень, музики до вистав і кінострічок.
- Білик Іван Іванович (1930—2012) — український письменник, історичний романіст, перекладач.
- Боня Григорій Васильович — заслужений художник УРСР.
- Боня Микола Михайлович (1923—2017) — Герой Соціалістичної Праці.
- Верменич Андрій Андрійович (1897—1979) — український актор.
- Ломако Володимир Андрійович (1937—2021) — український вчений-правознавець, спеціаліст у галузі кримінального права.
- Соня Делоне (1885—1979) — українська художниця та дизайнерка єврейського походження, представниця напрямку арт Деко (футуризм, орфізм, симультанізм). Увіковічнена на Поверсі спадщини.
- Невідничий Петро Якович (1884—1921) — інтендант 4-ї Київської дивізії Армії УНР, Герой Другого Зимового походу
- Савустяненко В'ячеслав Михайлович — хормейстер та музикант, керівник аматорських хорів, заслужений працівник культури України.
- Слюсар Борис Іванович — письменник-гуморист, музикант.
- Усс Степан Миколайович (1978—2014) — старшина Збройних сил України, учасник російсько-української війни, загинув під Іловайськом.
- Федірець Володимир Олександрович (1925—?) — український вчений.
- Юхно Іван Іванович (1918—1978) — український художник.

## Пам'ятки
7 травня 2012 року в селищі був відкритий пам'ятник Олександру Білашу

## Галерея

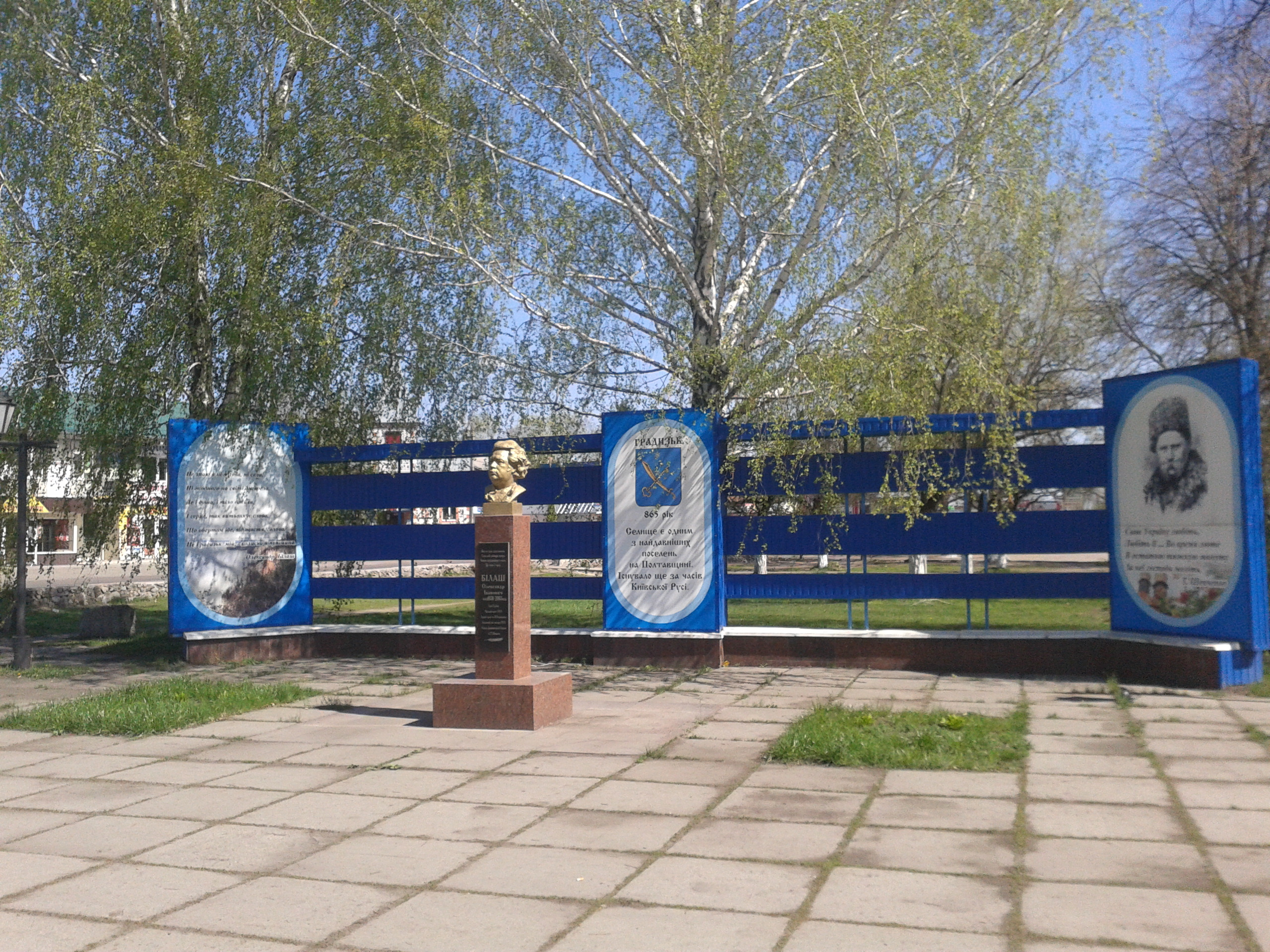
Пам'ятник Білашу
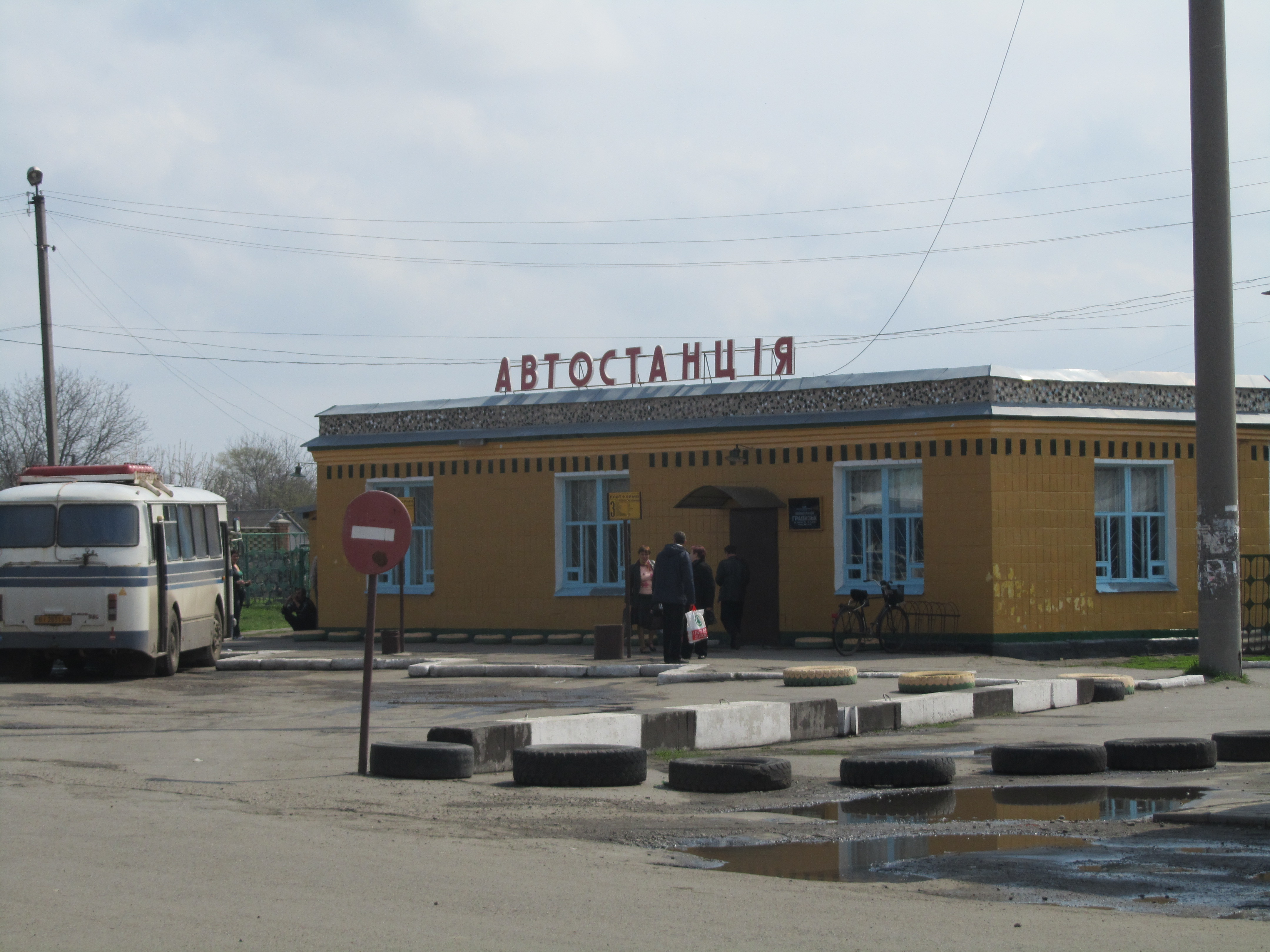
Автостанція
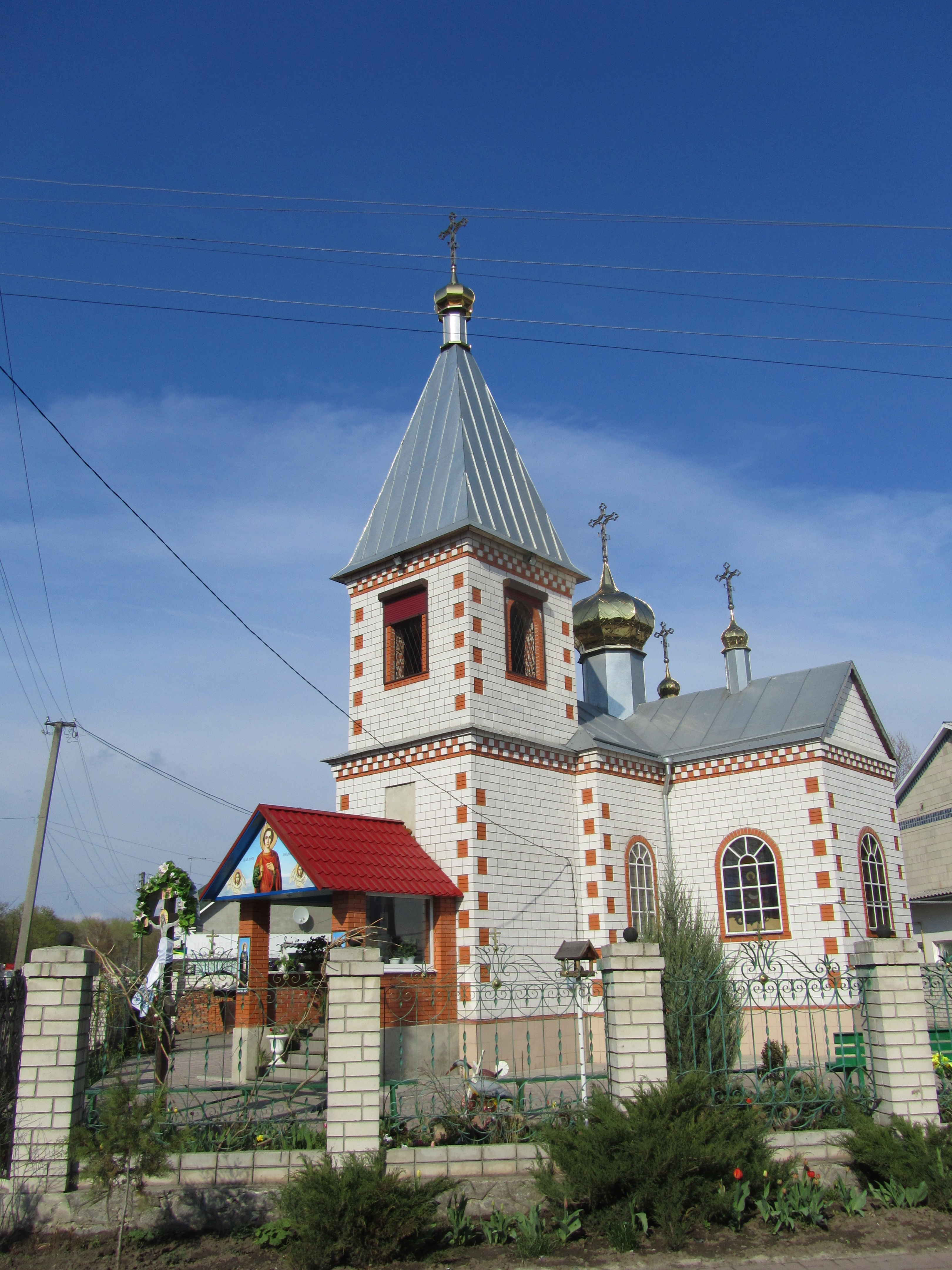
Храм
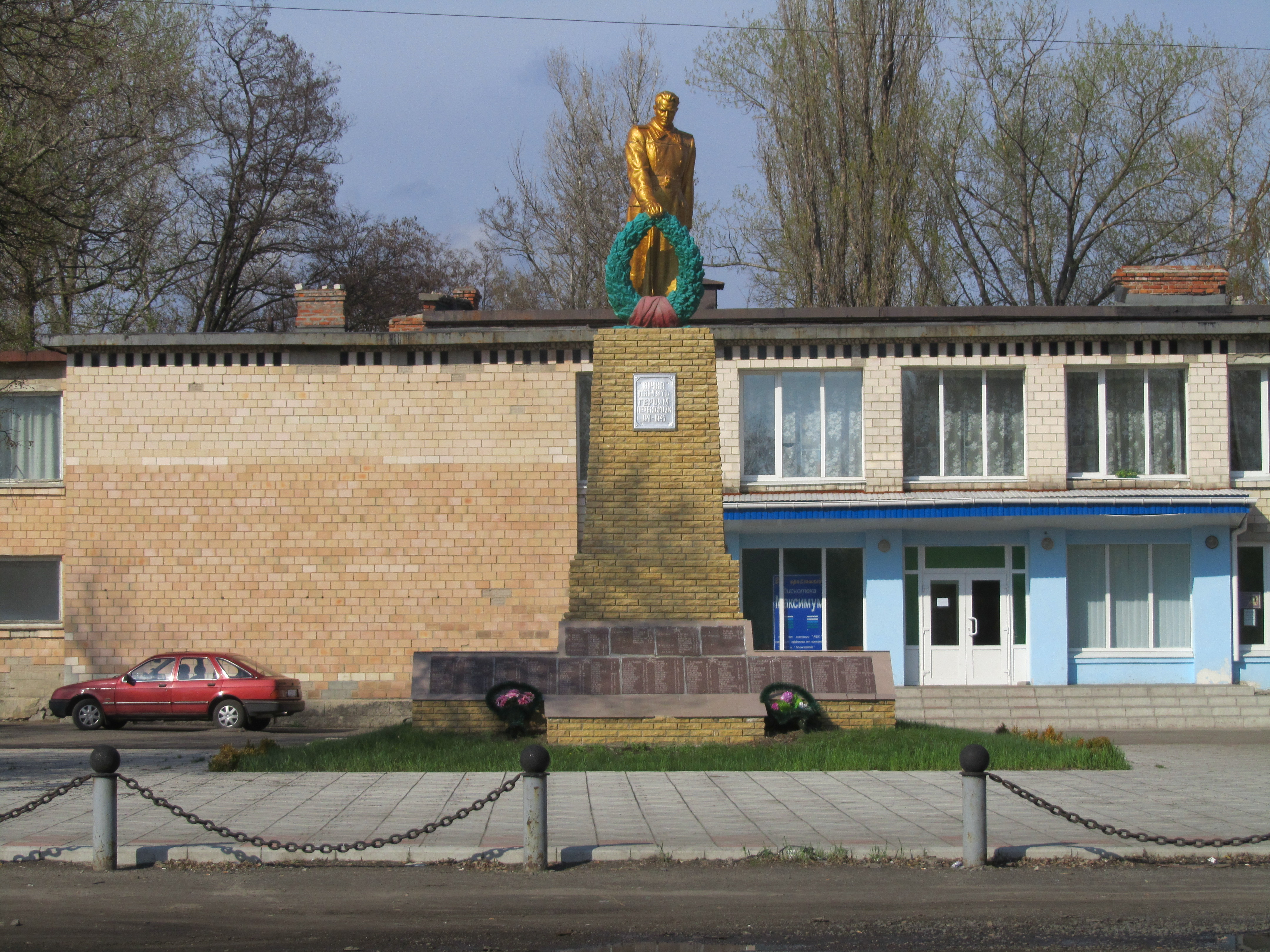
Пам'ятник загиблим у Другій світовій війні